# Франкска империя
Франкската империя (на латински: Imperium Francorum), Франкия, Франкско кралство (на латински: Regnum Francorum, Кралство на франките) представлява територия, населена и управлявана от франките от III до X век. Чрез военните кампании на Карл Мартел, Пипин III, Карл Велики и неговите наследници експанзията на Франкската империя продължава до началото на IX век.
Франките са един от германските народи, чиято прародина е Скандинавия. Подобно на келтите, и германите преживяват демографски взрив, в резултат на който започват да се разселват. От VIII до I век пр. Хр. те заемат цяла Северна Европа, изтиквайки келтите на юг. Още през 109 г. пр. Хр. германските народи кимври и тевтони нахлуват в Римската република, засягайки и галите. В следващия век германите плътно стигат до римската граница. През 9 г. сл. Хр. те нанасят пълно поражение на римляните в Тевтобургската гора. Въпреки това отбраната на империята остава ефективна чак до IV век, когато множество народи успяват да преминат границата и започват да се заселват на римска територия. Те приемат римската власт и се съгласяват да служат като гранична сила в защита на империята. Такива германски племена римляните наричат федерати.
До IV век франките живеят на североизток от Рейн. Тогава те неудържимо нахлуват на югозапад през границата и също стават федерати (около 355 г.). Съществуват два племенни съюза на франките – салически, който минава на римска територия, и рипуарски, който остава отвъд Рейн. След 425 г. салическите франки отново започват да се разселват, но скоро са застрашени от мощната инвазия на хуните. Като федерати те подкрепят големия римски пълководец Аеций в битката му с хунския владетел Атила при Каталаунските поля през 451 г. След смъртта на Атила през 453 и на Аеций през 454 г. няма кой да спре тяхното настъпление. Във връзка с тази битка се споменава и първият известен владетел на франките – Меровех. Вероятно той е ръководел примитивна държава и е носел типичната германска титла крал. Така че може да се приеме, че от 451 г. съществува Франкската, респективно Френската държава със столица Турне.
Династията на Меровингите (451 – 751 г.) е първата владетелска династия на франките. Неин най-виден представител е Хлодвиг I (наричан от французите Кловис), крал от 482 до 511 г. През 486 г. той разбива държавата на Сиагрий – виден римлянин, който се опитва да създаде около Париж последна крепост на римската цивилизация. През 496 г. Хлодвиг приема християнската религия на съпругата си Клотилда и налага християнството над всички франки. Следват победи над алеманите и бургундите, но най-значителната победа на Хлодвиг е над вестготите при Поатие (или Вуе) през 507 г. Чрез нея той ликвидира Тулузкото кралство на вестготите, които се оттеглят на Пиренейския полуостров, и завладява южна Галия (Аквитания). Едва след този епизод Франкското кралство става водеща сила в тогавашна Европа.
След смъртта на Хлодвиг кралството бива поделено между синовете му, но те продължават да го разширяват със силната си армия (Тюрингия 531 г., Бургундия 532 г., Прованс 537 г.). Опитът за обединение при Хлотар I е неуспешен и след смъртта му през 561 г. следва ново разделяне. Формират се четири държави: Австразия на север със столица Реймс, Неустрия на запад със столица Париж, Аквитания на югозапад със столица Бордо и Бургундия на югоизток. От VII век нататък меровингските крале започват видимо да отслабват. Властта в техните държави се поема от всесилни министри, наречени майордоми. Постепенно между майордомите се разгаря съперничество. След победата си при Тертри през 687 г. майордомът на Австразия Пипин II от Херистал (679 – 714) успява да сложи под властта си и Неустрия и Бургундия и така обединява кралството, въпреки че съществуват няколко крале. Неговият син Карл Мартел (714 – 741) продължава завоеванията, а през 732 г. успешно отблъсква нашествието на маврите в битката при Поатие. Той действа като истински владетел, макар че не притежава формалната власт в страната. Преди смъртта си разделя кралството между синовете си. От тях Пипин III се оказва по-находчив и надделява. Най-важното събитие при управлението му (741 – 768) е свалянето на последните Меровинги през 751 г. и самообявяването му за крал. Той поставя началото на новата династия на Каролингите (от името на Карл Мартел).
Синът на Пипин III е Карл Велики (768 – 814), най-могъщият владетел на франките. Той води серия завоевателни войни със саксонците (772 – 804), лангобардите (774), славяните (789 – 812), баварците (788) и аварите (791 – 802). При смъртта му Франкската държава се простира от Атлантическия океан и Ла Манш до Рим, Елба и Панония. На територията на днешна Франция извън властта му остава само полуостров Бретан, където се оттегля една част от галите. Държавата е разделена на малки административни единици графства, около 230 на брой. В граничните области на юг, в Испания, и на изток, в Каринтия, Австрия, Дания и Чехия, са създадени особени образувания, наречени марки. Графовете имат съдебни и административни функции, а управителите на марките имат и военни функции. Най-големият успех на Карл Велики е коронясването му за император от папа Лъв III на 25 декември 800 г. През 812 г. Византия, другата империя в тогавашна Европа, признава тази титла, макар и с някои уговорки, с договора от Аахен – една от столиците на Франкската империя.